# Газелек
«Газелек Аяччо» (фр. Gazélec Football Club Ajaccio) — французский футбольный клуб из города Аяччо. Основан в 1910 году. Домашние матчи проводит на стадионе «Анже Казанова», вмещающем 6000 зрителей.
Название клуба было дано по корпорации EDF-GDF, объединявшей энергетические компании Gaz de France и Électricité de France.
Долгое время лучшим результатом для клуба в чемпионатах Франции являлось 5-е место в группе B Лиги 2 в сезоне 1991/92. Лучший результат в розыгрышах национального кубка — выход в полуфинал в сезоне 2011/12. В сезоне 2013/2014 команде удалось занять 3 место в Национальном чемпионате что позволило снова вернуться в Лигу 2 через год после вылета.
В сезоне 2014/15 команда заняла второе место в Лиге 2, которое позволило ей впервые в своей истории принять участие в розыгрыше Лиги 1.
У клуба есть соперничество с другими корсиканскими командами: «Аяччо» и «Бастией».

## Статистика выступлений с сезона 2011/2012
| Сезон   | Ранг | Турнир | Место | И  | В  | Н  | П  | ГЗ | ГП | Очки |
| ------- | ---- | ------ | ----- | -- | -- | -- | -- | -- | -- | ---- |
| 2011/12 | 3    | Лига 3 | 3     | 38 | 20 | 8  | 10 | 57 | 32 | 66   |
| 2012/13 | 2    | Лига 2 | 20    | 38 | 6  | 10 | 22 | 34 | 54 | 25   |
| 2013/14 | 3    | Лига 3 | 3     | 34 | 17 | 9  | 8  | 45 | 27 | 60   |
| 2014/15 | 2    | Лига 2 | 2     | 38 | 18 | 11 | 9  | 49 | 37 | 65   |
| 2015/16 | 1    | Лига 1 | 19    | 38 | 8  | 13 | 17 | 37 | 58 | 37   |
| 2016/17 | 2    | Лига 2 | 9     | 38 | 13 | 12 | 13 | 47 | 51 | 51   |
| 2017/18 | 2    | Лига 2 | 16    | 38 | 11 | 8  | 19 | 35 | 60 | 41   |
| 2018/19 | 2    | Лига 2 | 18    | 38 | 9  | 12 | 17 | 30 | 54 | 39   |

## Достижения
Чемпионат Франции
- 1 сезон в Лиге 1: 2015—2016
- 21 сезон в Лиге 2: 1968—1972; 1975—1982; 1986—1988; 1990—1993; 2012—2013; 2014—2015; 2016—2019

Кубок Франции
- Полуфиналист: 2012